# 1999–2000-es magyar női labdarúgó-bajnokság (első osztály)
A magyar női labdarúgó-bajnokság első osztályában 1999–2000-ben nyolc csapat küzdött a bajnoki címért. Az alapszakasz után az első négy helyen végzett csapat rájátszásban döntötte el a bajnoki cím sorsát. A tizenhatodik hivatalos bajnokságban a László Kórház szerezte meg a bajnoki címet, sorozatban harmadszor.

## Végeredmény

### Alapszakasz
| #  | Csapat                      | M  | GY | D | V  | G+ – G– | GK  | P  | Megjegyzések        |
| -- | --------------------------- | -- | -- | - | -- | ------- | --- | -- | ------------------- |
| 1. | Verda 5000-László Kórház CV | 12 | 11 | 0 | 1  | 51–4    | +47 | 33 | Felsőházi rájátszás |
| 2. | Auto Trader-Femina          | 12 | 11 | 0 | 1  | 48–10   | +38 | 33 | Felsőházi rájátszás |
| 3. | Renova-Contimex SE          | 12 | 6  | 0 | 6  | 19–22   | −3  | 18 | Felsőházi rájátszás |
| 4. | Viktória FC-SzombathelyÚ    | 12 | 5  | 1 | 6  | 18–27   | −9  | 16 | Felsőházi rájátszás |
| 5. | Íris-Hungaro-Kábel          | 12 | 5  | 0 | 7  | 21–31   | −10 | 15 | Alsóházi rájátszás  |
| 6. | Pepita Sárkányok SC         | 12 | 2  | 1 | 9  | 11–28   | −17 | 7  | Alsóházi rájátszás  |
| 7. | FC Eger                     | 12 | 0  | 2 | 10 | 5–51    | −46 | 2  | Alsóházi rájátszás  |
| –. | Debreceni VSCÚ              | 0  | 0  | 0 | 0  | 0–0     | 0   | 0  | visszalépett        |

### Felsőház
| #  | Csapat                      | M  | GY | D | V | G+ – G– | GK  | P  | Megjegyzések |
| -- | --------------------------- | -- | -- | - | - | ------- | --- | -- | ------------ |
| 1. | Verda 5000-László Kórház CV | 12 | 11 | 0 | 1 | 45–5    | +40 | 33 | Bajnok       |
| 2. | Auto Trader-Femina          | 12 | 6  | 1 | 5 | 31–23   | +8  | 19 |              |
| 3. | Renova-Contimex SE          | 12 | 4  | 2 | 6 | 16–33   | −17 | 14 |              |
| 4. | Viktória FC-SzombathelyÚ    | 12 | 0  | 3 | 9 | 7–38    | −31 | 3  |              |

A bajnok László Kórház játékosai
Kövesi Gabriella (13), Tóth Adrienn (7), Tivadar Andrea (2) kapusok – Bajkó Rita (2), Bilicsné Kerekes Anikó (5), Dsubák Edit (3), Farkas Alexandra (9), Fogl Katalin (4), Gál Orsolya (16), Efroszina Kovacseva (17), Mester Katalin (15), Milassin Erzsébet (17), Molnár Anikó (15), Nagy Anett (17), Pádár Anita (18), Sümegi Éva (18), Szabó Ildikó (17), Szabó Ilona (17), Takács Nikolett (7), Wikidál Gabriella (12).
Edző: Bene Ferenc (ősszel), Vass Pál (tavasszal)
Az ezüstérmes Femina játékosai
Bauer Istvánné (16), Stecz Erika (2) kapusok – Ádám Mónika (5), Bökk Katalin (16), Deli Anikó (18), Elek Katalin (2), Erdei Barbara (2), Faigl Zsófia (11), Fodor Tímea (16), Főfai Tímea (14), Horváth Tünde (14), Kanta Krisztina (6), Laky Andrea (1), Lévay Andrea (17), Lubai Mónika (4), Mészáros Gizella (16), Molnár Mariann (14), Móring Zsuzsanna (10), Paraoánu Aranka (13), Ruff Szilvia (11), Sebestyén Györgyi (17), Siklósi Mariann (2), Szekér Anita (12), Tóth Csilla (2).
Edző: Bencsik László
A bronzérmes Renova játékosai
Vincze Anikó (12), Tivadar Andrea (6), Almási Éva (2) kapusok – Apai Andrea (15), Bárfy Ágnes (9), Bauer Annamária (10), Bilicsné Kerekes Anikó (13), Bukovszki Adrienn (12), Deák Andrea (5), Dörömbözi Csilla (13), Gácsfalvi Mónika (3), Galgócz Edina (1), Heim Mária (17), Kovács Nikolett (1), Ország Anita (1), Osgyáni Réka (15), Papp Tamara (11), Sánta Júlia (15), Sebők Szilvia (18), Smuczer Angéla (16), Szegedi Réka (18), Tóth Judit (16), Trencsányi Katalin (1), Vágvölgyi Csilla (16).
Edző: Garay János

### Alsóház
| #  | Csapat                | M | GY | D | V | G+ – G– | GK  | P  | Megjegyzések |
| -- | --------------------- | - | -- | - | - | ------- | --- | -- | ------------ |
| 5. | Pepita Sárkányok SC   | 8 | 5  | 2 | 1 | 18–11   | +7  | 17 |              |
| 6. | Íris-Hungaro-Kábel SC | 8 | 5  | 1 | 2 | 19–12   | +7  | 16 |              |
| 7. | FC Eger               | 8 | 0  | 1 | 7 | 6–20    | −14 | 1  |              |

## A góllövőlista élmezőnye
| Gól                                                                                                | Név                 | Csapat              |
| -------------------------------------------------------------------------------------------------- | ------------------- | ------------------- |
| 22                                                                                                 | Pádár Anita         | László Kórház SC    |
| 16                                                                                                 | Bökk Katalin        | Femina              |
| 12                                                                                                 | Szabó I Erika       | Viktória FC         |
| 12                                                                                                 | Efroszina Kovacseva | László Kórház SC    |
| 11                                                                                                 | Nagy Anett          | László Kórház SC    |
| 10                                                                                                 | Milassin Erzsébet   | László Kórház SC    |
| 10                                                                                                 | Lévay Andrea        | Femina              |
| 9                                                                                                  | Sebestyén Györgyi   | Femina              |
| 9                                                                                                  | Dörömbözi Csilla    | Renova              |
| 9                                                                                                  | Boda Judit          | Íris SC             |
| 9                                                                                                  | Buj Emese           | Pepita Sárkányok SC |
| 7                                                                                                  | Schumi Dorottya     | Íris SC             |
| 5                                                                                                  | Mester Katalin      | László Kórház SC    |
| 5                                                                                                  | Szabó Ilona         | László Kórház SC    |
| 5                                                                                                  | Ruff Szilvia        | Femina              |
| 5                                                                                                  | Bárfy Ágnes         | Renova              |
| 5                                                                                                  | Ferenczi Anna       | Íris SC             |
| Utolsó frissítés: 2000. június 30.                                                                 |                     |                     |
| Forrás: Futballévkönyv 2000 I. kötet, Aréna 2000 Kiadó, Budapest, 2001. 340-343. o. ISSN 1585-2172 |                     |                     |